# No Beast So Fierce
Pour plus de détails, voir Fiche technique et Distribution.
So Beast So Fierce est un film germano-franco-polonais réalisé par Burhan Qurbani et sorti en 2025. Il s'agit d'une libre adaptation de la pièce Richard III de William Shakespeare,.

## Fiche technique
Sauf indication contraire, les informations mentionnées dans cette section peuvent être confirmées par les bases de données cinématographiques IMDb et Allociné,  présentes dans la section « Liens externes ».
- Titre original : Kein Tier. So Wild
- Réalisation : Burhan Qurbani
- Scénario : Burhan Qurbani et Enis Maci, d'après Richard III de William Shakespeare
- Musique : Dascha Dauenhauer
- Décors : Paul Kukla et Agata Trojak
- Costumes : Katarzyna Lewinska
- Photographie : Yoshi Heimrath
- Son : Thomas Neumann et Lajos Wienkamp Marques
- Montage : Philipp Thomas
- Production : Leif Alexis, Sophie Cocco, Jochen Laube, Fabian Maubach, Beata Rzezniczek et Klaudia Smieja
  - Production associée : Gabriela Gajewska et Kinga Tasarek
  - Production déléguée : David Davoli, Matthias Erny et Nick Shumaker
  - Coproduction : Adam Gudell
  - Production exécutive : Peter Hermann et Bogna Szewczyk
- Sociétés de production : Sommerhaus Filmproduktion, Madants, Getaway Films et Goodfellas
- Société de distribution : Pan Distribution
- Pays de production :  Allemagne,  France et  Pologne
- Langues originales : arabe, allemand et anglais
- Format : couleur — 2,39:1 — son 5.1
- Genre : drame
- Durée : 150 minutes
- Dates de sortie :
  - Allemagne :
    - 14 février 2025 (Berlin)
    - 8 mai 2025 (en salles)

  - France : 26 mars 2025

## Distribution
- Mehdi Nebbou : Imad York
- Hiam Abbass : Mishal
- Samir Fuchs : Brakenbury
- Verena Altenberger : Elisabet
- Phileas Heyblom : Nael York
- Kenda Hmeidan : Rashida
- Ibrahim Al-Kalil : Ali Lancaster
- Deniz Arora : Ismail ibn Ibrahim